# Makoto Fūgetsu
Makoto Fūgetsu (japanisch 楓月 誠 Fūgetsu Makoto) ist eine japanische Mangaka.

## Werdegang und Werk
Als Assistentin war Fugetsu an der Serie Comic Party von 2004 beteiligt. Ihre erste eigene Serie war Umineko Biyori aus den Jahren 2008 und 2009. Sie erzählt von einer Mordserie während eines Familientreffens, in dem über das Erbe des Familienpatriarchen entschieden werden soll. Es folgten weitere kürzere Serien und Fugetsu arbeitete oft mit anderen zusammen, meist als Zeichnerin. So bei Re:Zero - The Mansion, einem Ableger einer erfolgreichen Isekai-Serie. Bei Granblue Fantasy war sie dagegen als Autorin beteiligt, deren Geschichte von cocho umgesetzt wurde. Die Adaption eines und Fantasy-Computerspiels erschien von 2016 bis 2020. Mit Blade & Bastard erscheint seit 2023 eine Serie mit Fugetsu als Zeichnerin. Das Fantasy-Abenteuer erzählt von der Erkundung eines Dungeons und einen wiederbelebten Abenteurer, der die Überreste seiner Kameraden sucht.
Auf Deutsch erscheinen die Werke Fugetsus bei Altraverse, zunächst ab 2018 Granblue Fantasy und später auch Re:Zero und Blade & Bastard.

## Bibliografie (Auswahl)
- Umineko Biyori (うみねこびより。, 2008–2009, 1 Band)
- Drc2 (2011–, 3 Bände, Zeichnerin)
- Kakusansei Million Arthur - Gunjō no Shugosha (拡散性ミリオンアーサー ―群青の守護者―, 2011–2013, 3 Bände)
- Re:Zero - The Mansion (Re：ゼロから始める異世界生活 第二章 屋敷の一週間編 Re:Zero Kara Hajimeru Isekai Seikatsu – Dainishō – Yashiki no Isshūkan Hen, 2014–2017, 5 Bände)
- Uchiage Hanabi, Shita kara Miru ka? Yoko kara Miru ka? (グランブルーファンタジー, 2017–2018, 2 Bände, Zeichnerin)
- Granblue Fantasy (グランブルーファンタジー, 2016–2020, 7 Bände, Autorin)
- Kimi wa Shinenai Hai Kaburi no Majo (君は死ねない灰かぶりの魔女, 2020–2021, 2 Bände, Zeichnerin)
- Yūsha no Sensei, Saikyō no Kuzu ni naru. – S-kyū Party no Moto Eiyū, Ura Shakai no Ihō Guild de Nariagari (勇者の先生、最強のクズになる。 〜S級パーティの元英雄、裏社会の違法ギルドで成り上がり〜, seit 2022, 2 Bände, Zeichnerin)
- Blade & Bastard (ブレイド＆バスタード, seit 2023, 5 Bände)